# Alessandro Fantini (clarinettista)
Alessandro Fantini (Cesena, 4 novembre 1966) è un clarinettista italiano.

## Biografia
Allievo di Antony Pay, dopo gli studi presso l'Istituto Musicale Pareggiato "G. Verdi" di Ravenna, ha frequentato l'Accademia Lorenzo Perosi, conseguendo il Diploma Accademico Internazionale Superiore con il massimo dei voti, sia come solista che per musica da camera.
Considerato uno dei principali clarinettisti italiani, ha svolto attività orchestrale presso le maggiori istituzioni lirico-sinfoniche, collaborando con i principali direttori.
Dal 1995 è Prima Parte Solista dell'Orchestra del Gran Teatro La Fenice di Venezia.
Curiosità
Alessandro Fantini è anche il nome di un esperto di cinematica.